# S-8
El coet S-8 és una arma desenvolupada per la Força Aèria Soviètica per a ús en aeronaus militars. Continua en servei actiu amb la Força Aèria Russa i diversos clients d'exportació. Desenvolupat en els 70, el S-8 és un coet de 80 mm usat per caces bombarders i helicòpters. El sistema va entrar en servei el 1984 i és produït en una varietat de sub-tipus amb diferents ogives, incloent HEAT anti-blindats, HE Frag, Fum i Incendiàries, així com les variants S-8BM especialitzat en destrucció de pistes i el S-8DM termobàric. Cada coet mesura entre 1.5 a 1.7 metres de llarg i pesa entre 11.3 a 15.2 kg depenent del sistema de detonació. El seu rang d'acció és de 2 a 4 quilòmetres. El S-8 és portat en els contenidors de Sèrie B, amb capacitat de 7 a 20 coets.
El 2018, les forces aeroespacials russes van rebre i van completar les proves estatals de diversos lots de l'S-8OFP Broneboishchik, successor de l'S-8. Tot i que els dos coets no són guiats, l'S-8OFP té un abast més gran, una ogiva més pesada i un fusible digital. El coet està pensat per a l'armament d'avions tipus Su-25 i helicòpters Mi-8, depenent de la configuració de la fusible, és capaç de penetrar obstacles davant dels objectius fixats, també pot explotar davant de l'obstacle i darrere de l'obstacle.
La indústria belarussa ha desenvolupat un vehicle blindat autopropulsat de 80 tubs MLRS que utilitza coets S-8. L'abast relativament curt del coet (de 3 a 5 km a terra) en comparació amb els coets Grad es compensa amb un cost més baix i una àrea de batuda més gran d'un gran nombre de coets. Sèrbia ha desenvolupat l'helicòpter L80-07.